# Jean-Jacques Archambault
Jean-Jacques Archambault (* 1919; † 23. Dezember 2001) war ein kanadischer Elektrotechniker und Ingenieur. Er entwickelte bei Hydro-Québec das weltweite erste Drehstromübertragungssystem mit Hochspannung von 735 kV.
Die kanadische Sektion des Institute of Electrical and Electronics Engineers (IEEE) vergibt ihm zu Ehren das Stipendium Jean-Jacques Archambault Award of Merit für Arbeiten im Bereich der elektrischen Energietechnik.

## Arbeiten
Die Wasserkraftwerke der Hydro-Québec im Osten Kanadas liegen Hunderte von Kilometern von den großen Ballungszentren entfernt. Für eine möglichst wirtschaftliche Übertragung der produzierten elektrischen Energie über weite Strecken zu den Verbrauchern entwickelte er in den 1960er Jahren das weltweit erste Drehstromübertragungssystem, das mit Hochspannung von 735 kV statt der damals üblichen 315 kV arbeitet. Die weltweit erste 735-kV-Leitung vom Rivière Manicouagan nach Boucherville bei Montreal wurde am 29. November 1965 in Betrieb genommen.